# Muldain
Muldain (toponimo tedesco e romancio) è una frazione del comune svizzero di Obervaz, nella regione Albula (Canton Grigioni).

## Monumenti e luoghi d'interesse

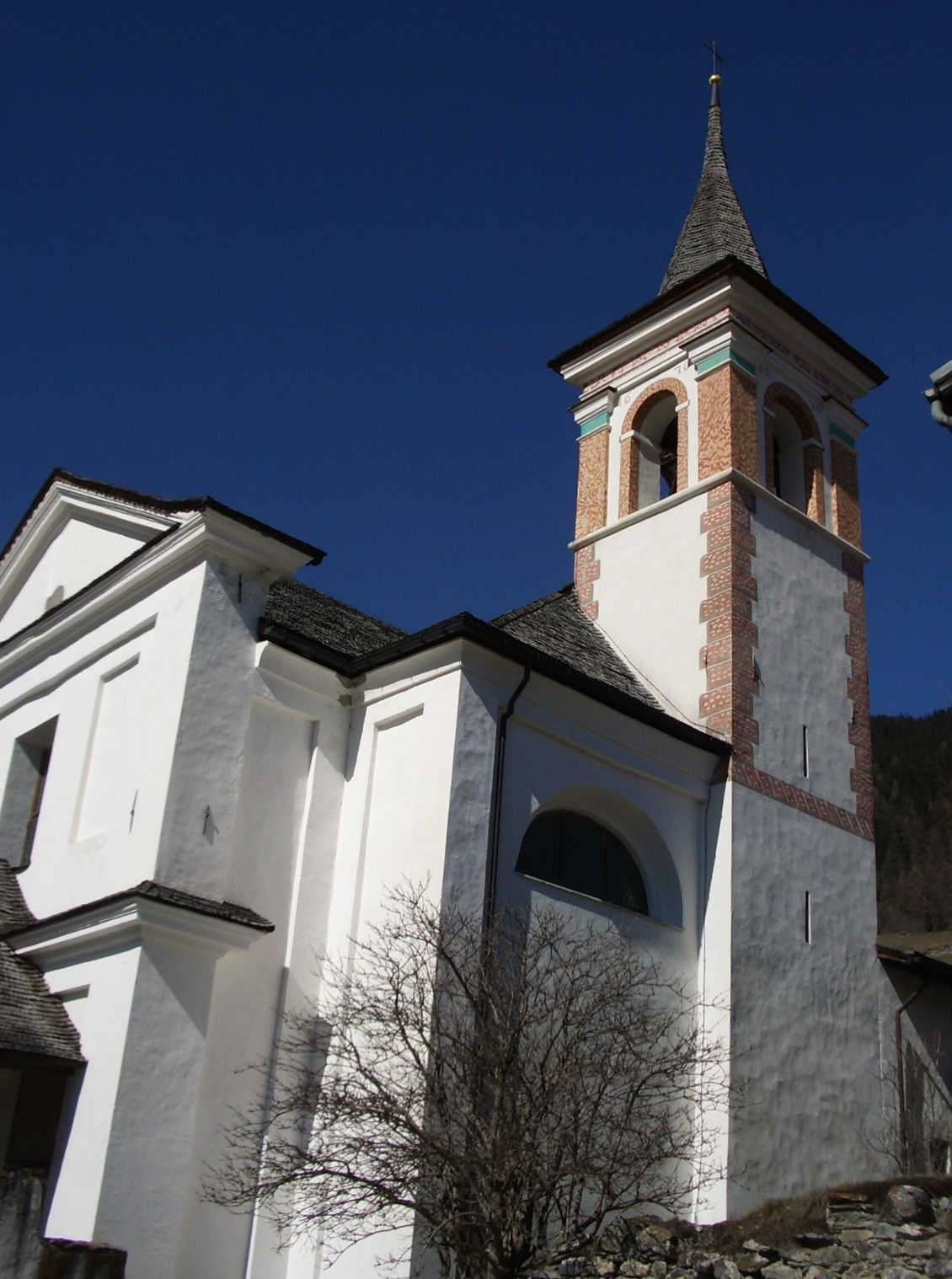
La chiesa di San Giovanni Battista

- Chiesa cattolica di San Giovanni Battista, attestata dal 1508 e ricostruita nel 1499 e nel 1673-1677[1].